# Mathry
Mathry (en anglais) ou Mathri (en gallois) est un village et une communauté du Pembrokeshire, au pays de Galles.

## Toponymie
Le nom du village est attesté pour la première fois vers 1150 sous la forme Marthru. Son étymologie est incertaine, mais il pourrait faire référence au tombeau d'un saint ou d'un martyr, merthyr en gallois.

## Géographie
Mathry est situé dans le nord-ouest du Pembrokeshire, près du littoral de la baie de Cardigan, à une dizaine de kilomètres au sud-ouest de la ville de Fishguard. Le chef-lieu du comté, Haverfordwest, se trouve à une vingtaine de kilomètres au sud-est. La route A487 (en) contourne le village par le sud.
La communauté de Mathry comprend aussi les villages et hameaux d'Abercastle / Abercastell (sur la côte) et Castlemorris (en).

## Politique
Pour les élections locales, Mathry est rattaché au ward (district électoral) de Llanrhian avec les communautés de Llanrhian et Pencaer. Ce ward élit un des 60 membres du conseil de comté du Pembrokeshire (en). Lors des élections locales de 2022, ce siège est remporté par le candidat indépendant Neil Prior.
Pour les élections à la Chambre des communes, Mathry appartient à la circonscription de Ceredigion Preseli depuis les élections générales de 2024.
Pour les élections au Parlement gallois, Mathry est rattaché à la circonscription de Preseli Pembrokeshire.

## Démographie
Au recensement de 2011, la communauté de Mathry comptait 572 habitants.
| 1801 | 1811 | 1821 | 1831 | 1841  | 1851  | 1881 |
| ---- | ---- | ---- | ---- | ----- | ----- | ---- |
| 694  | 761  | 841  | 860  | 1 012 | 1 052 | 799  |

| 1891 | 1901 | 1911 | 1921 | 1931 | 1951 | 1961 |
| ---- | ---- | ---- | ---- | ---- | ---- | ---- |
| 704  | 618  | 563  | 615  | 543  | 555  | 553  |

| 1971 | 1981 | 1991 | 2001 | 2011 | - | - |
| ---- | ---- | ---- | ---- | ---- | - | - |
| 445  | ?    | ?    | ?    | 572  | - | - |

## Culture locale et patrimoine

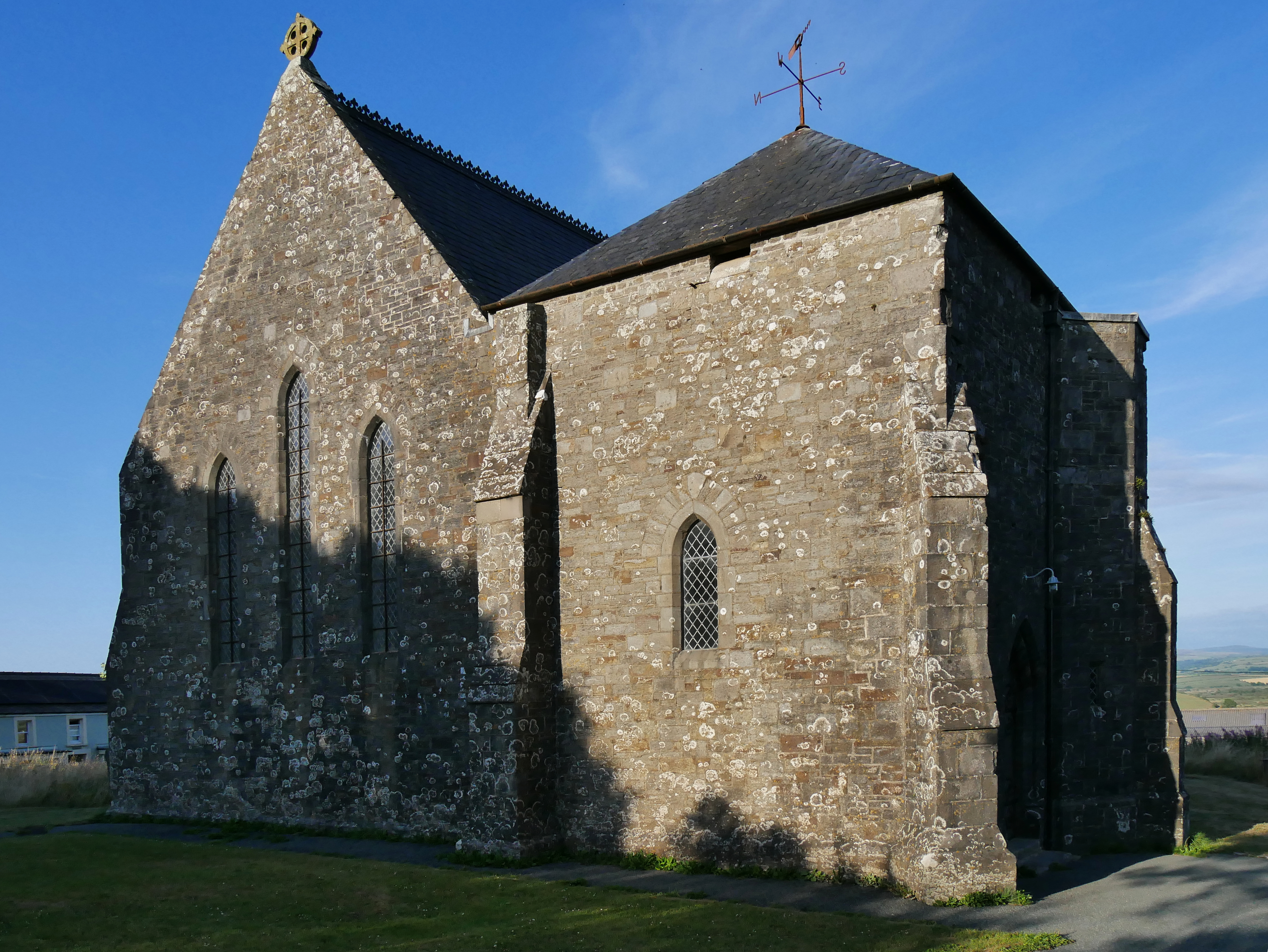
L'église paroissiale.

La communauté de Mathry comprend 27 monuments classés, tous de grade II, le niveau de protection le plus bas, accordé aux « édifices d'intérêt spécial ». L'église paroissiale du village, dédiée aux saints martyrs, en fait partie. C'est une construction moderne : elle a été édifiée entre 1858 et 1861 par l'architecte gallois Richard Kyrke Penson (en).